# Tricentrus flavipes
Tricentrus flavipes är en insektsart som beskrevs av Melichar. Tricentrus flavipes ingår i släktet Tricentrus och familjen hornstritar. Inga underarter finns listade i Catalogue of Life.